# Tape A/B
Tape A/B fu pubblicato solo su audiocassetta dal gruppo di rock alternativo torinese dei Franti, autoprodotto dalla stessa band nell'inverno del 1982.

## Tracce
Lato A
1. No Future (Franti)

Lato B
1. Last Blues (testo di: Cesare Pavese, musiche: Franti)

## Musicisti
- Vanni Picciuolo - chitarra
- Stefano Giaccone - sassofono, voce
- Lalli (Marinella Ollino) - voce
- Massimo D'Ambrosio - basso
- Marco Ciari - batteria